# 西村拓真
西村 拓真（にしむら たくま、1996年10月22日 - ）は、愛知県名古屋市名東区出身のプロサッカー選手。 Jリーグ・FC町田ゼルビア所属。 ポジションはフォワード、ミッドフィールダー。日本代表。

## 来歴

### プロ入り前
4歳のときにサッカーを始める。中学生のときには愛知県選抜に選出された。2012年、父方の祖母が住む富山県の富山第一高等学校が当時高円宮杯 JFA U-18サッカープレミアリーグに所属していたことから同校へ進学（祖母宅から通学）、同年のぎふ清流国体サッカー少年男子に富山県代表として選出された。高校2年時にはU-17北信越選抜に名を連ね、第92回全国高等学校サッカー選手権大会では同校および富山県勢初優勝に貢献、優秀選手にも選ばれた。2014年12月にベガルタ仙台加入が内定。

### クラブ

#### ベガルタ仙台
2015年に入団。2016年9月18日、2ndステージ第12節のヴァンフォーレ甲府戦で初先発初得点を決めた。11月18日、ジュビロ磐田戦でA契約に達したことが発表された。11月から12月にチームメイトの茂木駿佑とともにSCフォルトゥナ・ケルンへ海外研修に派遣される。
2017年10月27日、Jリーグカップでの活躍が認められ、ニューヒーロー賞を受賞した。2017年度はリーグ戦で17試合に出場し、シーズン終了後の12月にはJリーグの23歳以下に贈られる「タグ・ホイヤー ヤングガンアワード」を受賞した。
2018年4月11日、第7節の名古屋グランパス戦では2得点を決めて勝利に貢献した。8月15日、第22節の湘南ベルマーレ戦で得点を決めて、シーズン2桁得点をあげた。24節終了時点で日本人トップの11得点を挙げて仙台の攻撃を牽引し、サッカーダイジェストのブレイクランキングで1位の評価を得た。

#### PFC CSKAモスクワ
2018年8月31日、PFC CSKAモスクワへの移籍が発表された。契約期間は4年。9月23日に行われた第9節のFCスパルタク・モスクワ戦で途中出場から移籍後初出場し、10月23日に行われたチャンピオンズリーグ・GS第3節のASローマ戦でCLデビューを果たした。3月9日、第19節のFCルビン・カザン戦で移籍後初得点を決めた。

#### ポルティモネンセ
2020年1月10日、ポルティモネンセSCへの期限付き移籍が発表された。しかし新型コロナウイルス感染拡大の影響もあって西村がJリーグ復帰を希望したため、3月22日にポルティモネンセとの契約を解除した。

#### ベガルタ仙台復帰
2020年3月24日、期限付き移籍で仙台へ復帰することが発表された。2021年シーズンからは完全移籍に移行。

#### 横浜F・マリノス
2021年12月17日、横浜F・マリノスへの完全移籍が発表された。リーグ戦初先発となった第10節のヴィッセル神戸戦で移籍後初得点を含む2得点を挙げた。第29節のアビスパ福岡戦で相手のタックルを受け前半で負傷交代。全治4〜6週間と診断されたが、驚異的な回復を見せ、約3週間後、第31節の名古屋戦で復帰。最終節の神戸戦では後半に勝ち越し点を挙げ、チームの優勝に貢献。リーグ戦27試合で10得点を記録し、J1走行距離ランキング1位となった（14.12km。また、トップ20位のうち6回ランクインし、1位から4位までを独占）。
2023年2月11日、FUJIFILM SUPER CUP 2023で決勝点を挙げ、マリノスにスーパーカップ初のタイトルをもたらした。

#### セルヴェットFC
2024年1月10日、スイススーパーリーグ・セルヴェットFCへ期限付き移籍することが発表された。

#### 横浜F・マリノス復帰
2024年6月21日、横浜F・マリノスへの復帰が発表された。

#### FC町田ゼルビア
2024年12月25日、 FC町田ゼルビアへの完全移籍が発表された。
2025年2月22日、J1リーグ第2節FC東京との新東京ダービーで決勝点となる移籍後初ゴールを決めた。

### 代表
2022年7月13日、EAFF E-1サッカー選手権2022に出場する日本代表に初めて選出された。7月19日、初戦の香港戦で代表初ゴールを含む2ゴールを決めた。2023年3月24日、キリンチャレンジカップのウルグアイ代表戦で途中出場し、ファーストタッチで第二次森保ジャパンのファーストゴールとなる同点ゴールを決めた。

## 所属クラブ
- 名東クラブジュニア（名古屋市立極楽小学校）
- 名東クラブジュニアユース（名古屋市立高針台中学校）
- 2012年 - 2014年 富山第一高等学校
- 2015年 - 2018年8月  ベガルタ仙台
  - 2015年 Jリーグ・アンダー22選抜
- 2018年8月 - 2021年2月  PFC CSKAモスクワ
  - 2020年1月 - 同年3月  ポルティモネンセSC（期限付き移籍）
  - 2020年3月 - 2021年2月  ベガルタ仙台（期限付き移籍）
- 2021年  ベガルタ仙台
- 2022年 - 2024年  横浜F・マリノス
  - 2024年1月 - 同年6月  セルヴェットFC（期限付き移籍）
- 2025年 -  FC町田ゼルビア

## 個人成績
| 国内大会個人成績 | 国内大会個人成績 | 国内大会個人成績 | 国内大会個人成績 | 国内大会個人成績 | 国内大会個人成績 | 国内大会個人成績 | 国内大会個人成績 | 国内大会個人成績 | 国内大会個人成績 | 国内大会個人成績 | 国内大会個人成績 |
| 年度             | クラブ           | 背番号           | リーグ           | リーグ戦         | リーグ戦         | リーグ杯         | リーグ杯         | オープン杯       | オープン杯       | 期間通算         | 期間通算         |
| 年度             | クラブ           | 背番号           | リーグ           | 出場             | 得点             | 出場             | 得点             | 出場             | 得点             | 出場             | 得点             |
| 日本             | 日本             | 日本             | 日本             | リーグ戦         | リーグ戦         | リーグ杯         | リーグ杯         | 天皇杯           | 天皇杯           | 期間通算         | 期間通算         |
| ---------------- | ---------------- | ---------------- | ---------------- | ---------------- | ---------------- | ---------------- | ---------------- | ---------------- | ---------------- | ---------------- | ---------------- |
| 2015             | 仙台             | 30               | J1               | 0                | 0                | 1                | 0                | 0                | 0                | 1                | 0                |
| 2016             | 仙台             | 30               | J1               | 12               | 1                | 2                | 0                | 1                | 0                | 15               | 1                |
| 2017             | 仙台             | 30               | J1               | 28               | 2                | 10               | 2                | 1                | 0                | 39               | 4                |
| 2018             | 仙台             | 30               | J1               | 24               | 11               | 5                | 2                | 3                | 3                | 32               | 16               |
| ロシア           | ロシア           | ロシア           | ロシア           | リーグ戦         | リーグ戦         | ロシア杯         | ロシア杯         | オープン杯       | オープン杯       | 期間通算         | 期間通算         |
| 2018-19          | CSKAモスクワ     | 19               | ロシア・プレミア | 12               | 2                | 1                | 0                | -                | -                | 13               | 2                |
| 2019-20          | CSKAモスクワ     | 19               | ロシア・プレミア | 5                | 0                | 2                | 2                | -                | -                | 7                | 2                |
| ポルトガル       | ポルトガル       | ポルトガル       | ポルトガル       | リーグ戦         | リーグ戦         | リーグ杯         | リーグ杯         | ポルトガル杯     | ポルトガル杯     | 期間通算         | 期間通算         |
| 2019-20          | ポルティモネンセ | 30               | プリメイラ       | 2                | 0                | -                | -                | -                | -                | 2                | 0                |
| 日本             | 日本             | 日本             | 日本             | リーグ戦         | リーグ戦         | リーグ杯         | リーグ杯         | 天皇杯           | 天皇杯           | 期間通算         | 期間通算         |
| 2020             | 仙台             | 15               | J1               | 20               | 3                | 1                | 0                | -                | -                | 21               | 3                |
| 2021             | 仙台             | 15               | J1               | 32               | 6                | 2                | 0                | 1                | 0                | 35               | 6                |
| 2022             | 横浜FM           | 30               | J1               | 27               | 10               | 1                | 0                | 2                | 1                | 30               | 11               |
| 2023             | 横浜FM           | 30               | J1               | 32               | 3                | 6                | 2                | 0                | 0                | 38               | 5                |
| スイス           | スイス           | スイス           | スイス           | リーグ戦         | リーグ戦         | スイス杯         | スイス杯         | オープン杯       | オープン杯       | 期間通算         | 期間通算         |
| 2023-24          | セルヴェット     | 7                | スーパーリーグ   | 14               | 3                | 3                | 1                | -                | -                | 17               | 4                |
| 日本             | 日本             | 日本             | 日本             | リーグ戦         | リーグ戦         | リーグ杯         | リーグ杯         | 天皇杯           | 天皇杯           | 期間通算         | 期間通算         |
| 2024             | 横浜FM           | 9                | J1               | 12               | 3                | 3                | 1                | 3                | 1                | 18               | 5                |
| 2025             | 町田             | 20               | J1               |                  |                  |                  |                  |                  |                  |                  |                  |
| 通算             | 日本             | 日本             | J1               | 187              | 39               | 31               | 7                | 11               | 5                | 229              | 51               |
| 通算             | ロシア           | ロシア           | ロシア・プレミア | 17               | 2                | 3                | 2                | -                | -                | 20               | 4                |
| 通算             | ポルトガル       | ポルトガル       | プリメイラ       | 2                | 0                | -                | -                | -                | -                | 2                | 0                |
| 通算             | スイス           | スイス           | スーパーリーグ   | 14               | 3                | 3                | 1                | -                | -                | 17               | 4                |
| 総通算           | 総通算           | 総通算           | 総通算           | 220              | 44               | 37               | 10               | 11               | 5                | 268              | 59               |

その他の公式戦
| 2015   | J-22   | -      | J3     | 14 | 1 | 14 | 1 |
| 通算   | 日本   | 日本   | J3     | 14 | 1 | 14 | 1 |
| 総通算 | 総通算 | 総通算 | 総通算 | 14 | 1 | 14 | 1 |

- 2023年
  - FUJI XEROX SUPER CUP 1試合1得点

| 国際大会個人成績 | 国際大会個人成績 | 国際大会個人成績 | 国際大会個人成績 | 国際大会個人成績 | 国際大会個人成績 | 国際大会個人成績 |
| 年度             | クラブ           | 背番号           | 出場             | 得点             | 出場             | 得点             |
| UEFA             | UEFA             | UEFA             | UEFA EL          | UEFA EL          | UEFA CL          | UEFA CL          |
| ---------------- | ---------------- | ---------------- | ---------------- | ---------------- | ---------------- | ---------------- |
| 2018-19          | CSKAモスクワ     | 19               | -                | -                | 2                | 0                |
| 2019-20          | CSKAモスクワ     | 19               | 1                | 0                | -                | -                |
| AFC              | AFC              | AFC              | ACL              | ACL              | -                | -                |
| 2022             | 横浜FM           | 30               | 7                | 2                | -                | -                |
| 2024-25          | 横浜FM           | 9                | 5                | 2                | -                | -                |
| 通算             | UEFA             | UEFA             | 1                | 0                | 2                | 0                |
| 通算             | AFC              | AFC              | 12               | 4                | -                | -                |

- Jリーグ初出場 - 2015年5月31日 J3第14節 レノファ山口FC戦（下関市営下関陸上競技場）
- Jリーグ初得点 - 2015年8月9日 J3第25節 Y.S.C.C.横浜戦（ニッパツ三ツ沢球技場）
- J1初出場 - 2016年4月16日 J1 1st第7節 浦和レッズ戦（埼玉スタジアム2002）
- J1初得点 - 2016年9月17日 J1 2nd第12節 ヴァンフォーレ甲府戦（山梨中銀スタジアム）

## 代表・選抜歴
- 富山県選抜
  - 国民体育大会（2012年）
- U-17北信越選抜（2013年）
- 日本代表
  - EAFF E-1サッカー選手権（2022年）

### 試合数
- 国際Aマッチ 5試合 3得点（2022年 - ）

| 日本代表 | 国際Aマッチ | 国際Aマッチ |
| 年       | 出場        | 得点        |
| -------- | ----------- | ----------- |
| 2022     | 3           | 2           |
| 2023     | 2           | 1           |
| 通算     | 5           | 3           |

### 出場
| No. | 開催日        | 開催都市 | スタジアム                       | 対戦国     | 結果 | 監督   | 大会                       |
| --- | ------------- | -------- | -------------------------------- | ---------- | ---- | ------ | -------------------------- |
| 1.  | 2022年7月19日 | 鹿嶋     | 茨城県立カシマサッカースタジアム | 香港       | ○6-0 | 森保一 | EAFF E-1サッカー選手権2022 |
| 2.  | 2022年7月24日 | 豊田     | 豊田スタジアム                   | 中国       | △0-0 | 森保一 | EAFF E-1サッカー選手権2022 |
| 3.  | 2022年7月27日 | 豊田     | 豊田スタジアム                   | 韓国       | ○3-0 | 森保一 | EAFF E-1サッカー選手権2022 |
| 4.  | 2023年3月24日 | 東京     | 国立競技場                       | ウルグアイ | △1-1 | 森保一 | キリンチャレンジカップ2023 |
| 5.  | 2023年3月28日 | 大阪     | ヨドコウ桜スタジアム             | コロンビア | ●1-2 | 森保一 | キリンチャレンジカップ2023 |

### ゴール
| #  | 開催日        | 開催都市 | スタジアム                       | 対戦国     | 結果 | 大会                       |
| -- | ------------- | -------- | -------------------------------- | ---------- | ---- | -------------------------- |
| 1. | 2022年7月19日 | 鹿嶋     | 茨城県立カシマサッカースタジアム | 香港       | ○6-0 | EAFF E-1サッカー選手権2022 |
| 2. | 2022年7月19日 | 鹿嶋     | 茨城県立カシマサッカースタジアム | 香港       | ○6-0 | EAFF E-1サッカー選手権2022 |
| 3. | 2023年3月24日 | 新宿     | 国立競技場                       | ウルグアイ | △1-1 | キリンチャレンジカップ2023 |

## タイトル・表彰

### クラブ
富山第一高等学校
- 第92回全国高等学校サッカー選手権富山県大会 優勝
- 第92回全国高等学校サッカー選手権大会 優勝

横浜F・マリノス
- J1リーグ ：1回（2022年）
- FUJIFILM SUPER CUP ：1回（2023年）

### 代表
- EAFF E-1サッカー選手権: 1回 (2022)

### 個人
- 第92回全国高等学校サッカー選手権大会・優秀選手（2014年）
- 2017JリーグYBCルヴァンカップ・ニューヒーロー賞（2017年）
- TAG Heuer YOUNG GUNS AWARD・ベストイレブン（2017年）
- Jリーグ優秀選手賞（2022年）
- JPFAアワード（J1）・ベストイレブン：1回（2022年）